# Empis trochanterata
Empis trochanterata är en tvåvingeart som beskrevs av Saigusa 1992. Empis trochanterata ingår i släktet Empis och familjen dansflugor. Inga underarter finns listade i Catalogue of Life.